# Synagoga w Wolsztynie
Synagoga w Wolsztynie – zbudowana w 1842 roku przy ulicy Poznańskiej. W 1896 roku synagogę przebudowano. Podczas II wojny światowej hitlerowcy zdewastowali synagogę. Po wojnie budynek synagogi dostosowano do potrzeb kina Tatry. W 2000 roku synagogę odzyskała poznańska gmina żydowska, która następnie sprzedała ją prywatnemu inwestorowi, planujacemu budowę centrum handlowego.
Murowany budynek synagogi wzniesiono na planie litery "T". We wschodniej części znajdowała się sala modlitewna, w zachodniej części przedsionek, nad którym znajdował się babiniec. Do dziś nie zachowało się nic z wyposażenia ani wystrój wnętrza. Budynek nie przypomina przedwojennego wyglądu, po wojnie został znacznie przebudowany i architektura budynku została znacznie uproszczona.
30 grudnia 2009 synagoga spłonęła. Okoliczności wybuchu pożaru nie są na razie jasne. Budynek został rozebrany.. W 2013 ukończono odbudowę budynku, z przeznaczeniem na cele handlowe..